# National Geographic Partners
La société National Geographic Partners est créé à l'automne 2015, formant une coentreprise entre la fondation américaine National Geographic Society et le groupe média américain 21st Century Fox pour produire, diffuser et commercialiser les chaînes de télévision, les éditions de presse, les voyages organisés et les autres activités commerciales de National Geographic. En mars 2019, la Walt Disney Company finalise l'achat de plusieurs actifs dont National Geographic appartenant jusqu'alors à 21st Century Fox.

## Historique
La National Geographic Society édite un magazine depuis 1899, le National Geographic. À partir des années 1970, plusieurs autres publications commencent ainsi que des émissions de télévisions.
En 1997, la chaîne de télévision National Geographic Channel est lancée au Royaume-Uni et en Europe sous contrat avec Fox International Channels.
En 2001, National Geographic Channel commence sa diffusion aux États-Unis le 12 janvier, associée aux réseaux Fox Cable Networks, et au Canada le 15 août, avec une coentreprise détenue à 64 % par Corus Entertainment.
Le 9 septembre 2015, la fondation annonce la création d'une entreprise commerciale avec 21st Century Fox, après des années de partenariats, pour gérer les chaînes de télévision, la presse, les voyages et les autres activités commerciales de National Geographic. Le transfert de ces activités dans la nouvelle structure, nommée National Geographic Partners et détenue à 73 % par 21st Century Fox et 27 % par la National Geographic Society, se fait pour 720 millions de dollars.
En novembre 2015, quelques semaines après le rachat, National Geographic Partners annonce la suppression de 180 postes sur les 2000 qu'elle compte.
Le 5 mai 2017, National Geographic Expeditions achète le voyagiste américain Global Adrenaline avec qui elle était en contrat depuis 13 ans afin de proposer des voyages. Le 14 décembre 2017, The Walt Disney Company annonce officiellement le rachat de la plupart des actifs du groupe américain 21st Century Fox pour 66,1 milliards de dollars (52,4 milliards en actions et 13,7 milliards de dette) dont National Geographic Partners,.
Le 8 août 2018, National Geographic Expeditions signe un partenariat à long terme avec le groupe de croisière français Ponant pour proposer des croisières en Australie, en Nouvelle-Zélande et dans le Pacifique. Le 24 août 2018, National Geographic Partners signe un partenariat avec 61 lieux de séjours indépendants répartis autour du monde et annonce de nouvelles offres en cas de rachat par Disney. Le 2 novembre 2018, la direction de National Geographic se concentre avant la finalisation du rachat de la 21st Century Fox par Disney avec Courteney Monroe comme CEO, Carolyn Bernstein pour les programmes scriptés et longs métrages et Geoff Daniels pour les autres programmes.
Le 29 août 2019, Disney annonce 70 à 80 suppressions de postes au sein National Geographic et l'arrêt du magazine National Geographic Traveler à la suite de l'Acquisition de la 21st Century Fox.

## Activités
- Presse : National Geographic, National Geographic Traveler
- Télévision : National Geographic, National Geographic Wild
- Production cinématographique : National Geographic Films
- Sites internet et média
- Tourisme : National Geographic Expeditipons et sous licence

### En France
- National Geographic (France)
- National Geographic Wild (France)
- Nat Geo Music (2009-2011)